# Norape
Norape är ett släkte av fjärilar. Norape ingår i familjen Megalopygidae.

## Dottertaxa tillNorape, i alfabetisk ordning[1]
- Norape achriogelos
- Norape acuta
- Norape albilineata
- Norape albipes
- Norape angustior
- Norape argentea
- Norape argyrorrhoea
- Norape arietina
- Norape atricollis
- Norape atripes
- Norape beggoides
- Norape biacuta
- Norape butleri
- Norape cana
- Norape capreolata
- Norape caprina
- Norape catharus
- Norape cavata
- Norape cingulata
- Norape consolida
- Norape cornuta
- Norape corporalis
- Norape cretacea
- Norape cretata
- Norape damana
- Norape discrepans
- Norape draudti
- Norape dyarensis
- Norape eutecta
- Norape euthula
- Norape flavescens
- Norape foliata
- Norape fuscoapicata
- Norape glabra
- Norape hadaca
- Norape hastata
- Norape heringi
- Norape incolorata
- Norape insinuata
- Norape isabela
- Norape jaramillo
- Norape jordani
- Norape laticosta
- Norape major
- Norape mexicana
- Norape miasma
- Norape miasmoides
- Norape minor
- Norape muelleri
- Norape nevermanni
- Norape nigrovenosa
- Norape obtusa
- Norape ovina
- Norape pallida
- Norape pampana
- Norape pectoralis
- Norape plumosa
- Norape pruinosa
- Norape puella
- Norape pura
- Norape rothschildi
- Norape schausi
- Norape schultzei
- Norape tamsi
- Norape taurina
- Norape tener
- Norape testudinalis
- Norape tosca
- Norape truncata
- Norape undulata
- Norape walkeri
- Norape variabilis
- Norape venata
- Norape vesta
- Norape virgo
- Norape xantholopha
- Norape zikaniana